# Tomasz Włazowski
Tomasz Włazowski, původním jménem Tomasz Wlazło (1858 Chłopice – 1938 Radymno), byl rakouský římskokatolický duchovní a politik polské národnosti z Haliče, na počátku 20. století poslanec Říšské rady.

## Biografie
Působil jako probošt a katecheta v Sieniawě. Pocházel z rodiny z Chłopic. Původním jménem byl Wlazło. Příjmení Włazowski začal užívat až jako katolický duchovní. Jeho starší bratr Michał Wlazło byl dlouholetým starostou Chłopic. K jeho rozhodnutí stát se knězem přispěl Wojciech Michna. Okolo roku 1882 absolvoval seminář v Přemyšli. Byl dlouholetým farářem v Domaradzu a Radymně (v období let 1921–1938). V letech 1923–1938 zastával funkci čestného předsedy hasičského sboru v Radymně.
Působil i jako poslanec Říšské rady (celostátního parlamentu Předlitavska), kam usedl ve volbách roku 1901 za kurii venkovských obcí v Haliči, obvod Jarosław, Cieszanow. V roce 1901 se uvádí jako oficiální polský kandidát, tedy kandidát Polského klubu.
Zemřel v roce 1938 v Radymně, kde byl také pohřben.